# La Perdita Generacio
La Perdita Generacio ( IPA: [la perˈdita ɡeneraˈt͡si.o] ) chiamata anche LPG, è una band svedese di musicisti che eseguono musica in lingua esperanto.

## Storia
Il gruppo si è formato durante il Congresso Internazionale Giovanile di Esperanto del 2003 (Internacia Junulara Kongreso, IJK), tenutosi quell'anno a Lesjöfors, in Svezia. Inizialmente la band comprendeva musicisti che a quel tempo erano in Den Förlorade Generationen (DFG), un eco-band svedese. Il significato dei nomi delle band svedesi ed esperantisti è lo stesso: "La generazione perduta". Il primo concerto di LPG è stato spontaneo e informale, durante l'Internacia Vespero ("Serata Internazionale" del Congresso Giovanile del 2003); il gruppo è stato poi invitato a tenere un concerto l'anno successivo durante l'IJK 2004 a Kovrov, in Russia, dove hanno ricevuto il premio Plej interesa muzikgrupo ("Band più interessante"). Secondo un'intervista con Tomas Frejarö, fondatore e principale compositore del gruppo, sia l'LPG che il DFG esistevano in quel momento in parallelo e indipendentemente. Note di copertina per Eksenlime ("Fuori dai limiti"), il loro CD-ROM del 2006, affermavano anche che La Perdita Generacio era indipendente dall'altro gruppo.
La Perdita Generacio ha tenuto concerti in Svezia, Estonia, Russia, Slovacchia, Cuba, Danimarca e Paesi Bassi, e di nuovo al Congresso della Gioventù del 2005 a Zakopane, in Polonia . LPG ha vinto il secondo premio al concorso globale Verda Stelo (Stella verde) di Internacia Televido nel 2006 e, nel maggio dello stesso anno, si è esibito al congresso congiunto delle associazioni nazionali di esperanto svedese e danese a Malmö. Il gruppo si è esibito anche durante altri eventi nord europei come Ago-Semajno ("Settimana d'azione"), un festival polacco di Capodanno; KEF, festival culturale esperantista dell'estate scandinava; e Oranĝa Renkontiĝo ("Incontro arancione"), una festa del raccolto svedese che attira esperantisti da diversi paesi vicini.
Dal 2005 GPL ha sede nella città svedese settentrionale di Härnösand, dove nel 2007 ha avuto luogo il lancio internazionale ufficiale di Eksenlime. Durante l'Oranĝa Renkontiĝo nel settembre 2008, gli LPG hanno lanciato il loro secondo album Eksplodigos vian domon ("Faremo esplodere la tua casa") e nel 2013 hanno pubblicato Ĉiamen plu ("Sempre di più").
LPG ha pubblicato CD attraverso Gränslösa Kulturföreningen ("Associazione culturale senza frontiere"), una rete alternativa senza scopo di lucro che pubblica vari artisti esperantisti, e ha partecipato alla compilation del festival del raccolto olandese, En musikaliska skördefest (2007). Dal 2007 LPG ha collaborato con Vinilkosmo, che ha co-pubblicato l'album Eksplodigos vian domon. Nel 2015 la canzone La 100-a Fojo ("The Hundredth time"), scritta per onorare la centesima trasmissione del podcast Varsovio Vento ("Warsaw wind"), ha vinto il secondo premio in un concorso musicale Kontakto.

## Appartenenza alla band
Nel corso degli anni, molte persone diverse provenienti da diversi paesi si sono esibite di volta in volta con la band LPG, tra cui Ana Burenius, Jon Johnson, Karolina Hagegård, Thomas Frejarö, Jonas Dalmose, Mathias Dalmose, Karin Malin Ekström, Karin Nordström, Viktor Söderkvist, Ksenya Prilepskaya, Robin Rönnlund, Anna Ekman, Malak Awad, Daniel von Gertten, Camille Delepierre, Andreas Nilsson, Gus Loxbo, Amanda Lind, Anne Hagström, Hendrik Lönngren e Magnus Persson. Dal 2009, l'appartenenza alla band si è ridotta e spesso si esibiranno solo da due a quattro persone, principalmente persone legate a Härnösand o Lund.

## Genere
A volte è difficile accertare il genere di alcune delle canzoni della band, ma la musica è spesso caratterizzata come rock alternativo. Poiché molte delle loro canzoni prendono posizione su vari temi della società contemporanea, possono anche essere considerate canzoni di protesta.
Il recensore russo Andrej Peĉonkin chiama il neologismo esperanto della band iamio ("un paese un giorno"), usata come parte del titolo di una canzone, "un bel neologismo" che combina concetti di tempo e spazio per riferirsi a un futuro definito dal presente riscaldamento globale. Tuttavia, contesta l'uso da parte della band della parola creata asroni, che deriva dalla parola persiana asroneʿh la cui definizione significa: "una conversazione con gli amici davanti a cibo leggero e/o bevande".

Il recensore italiano Giorgio Di Nucci ha scritto:
"Eksenlime", edito nel 2006, (...) non può essere collocato in nessun genere specifico. Per quanto gli strumenti utilizzati non siano desueti e le melodie non troppo ricercate, troviamo degli interessanti, e forse anche un po' rischiosi, passaggi di genere, come in La Matenrampanto, che si avvicina al folk, o il tentativo di Ekde Gernika ("After Guernica"), che sa di musica dodecafonica. Per il resto, comunque, è un album dalle buone sonorità.(...)Il loro più recente disco, "Ĉiamen plu", rilasciato nell'anno 2013, presenta un distacco totale dal genere rock, caratterizzato dall'assenza di chitarra elettriche e batteria;  ancor di meno questo album può essere inquadrato in un genere, presentando esso delle mescolanze e anche una maggiore ricercatezza e innovazione dal punto di vista strumentale. C'è da notare che in alcune canzoni come "Domoarigato", il cantante stona parecchio."

## Discografia
- 2013: Ĉiamen plu
  1. Domoarigato
  2. Dudek tri
  3. Pluku ne la florojn
  4. La dizertanto
  5. Alia aventuro
  6. Televido
  7. Ubuntu
  8. Ne eblas kalkuli
  9. Plastokanto
  10. Riveretoj ĉe mi
  11. Disfaluntoj
  12. Ĉu vi kontentas?
  13. Rulu trajn'
- 2008: Eksplodigos vian domon
  1. Malantaŭen
  2. Iamio bruliĝas
  3. Ne normalas, nur kutimas
  4. Kapon en la sablo
  5. Amokanto
  6. Lulkanto por piratoj
  7. Fajro kamena
  8. Asronado sur tegmento dum helreveno
  9. Senpromese, senperfide
  10. Mil naŭcent okdek kvar
  11. Sub fortepiano a Kiev'
  12. Ultimo kanto per eta Tingelingo
  13. Ĉu timigas la ombro
- 2006: Eksenlime
  1. Maldormemo Mia
  2. La Matenrampanto
  3. La Kosma Aventuro
  4. Valso kun Komunistino
  5. La Pasinta Generacio
  6. Ĉiuj ni amegas Usonon
  7. Ekde Gernika
  8. Pacon de Dio
  9. Revu Viviganto
  10. Nia Fiera Policisto
  11. Ĉiu momento estas vojaĝo
  12. Societo de Vivantaj Poetoj
- 2004: in Russia
  1. La Matenrampanto
  2. Ĉiuj ni amegas Usonon!
  3. La sola vojo
  4. Vivas mi
  5. GPL prezentas sin
  6. Nia fiera policisto
  7. Revu viviganto
  8. Ĉiu momento estas vojaĝo